# Enginar dolma
Enginar dolma o Enginar dolması (en turc, farcit de carxofa) és un plat de la cuina turca fet de carxofa farcida (dolma) amb arròs. És un plat de la categoria "plats de Girit" (Girit yemekleri) que existeix a la cuina turca i es tracta dels plats fets famosos pels refugiats turcs de l'illa de Creta (Grècia) que van haver d'immigrar a Turquia abans i després de la guerra greco-turca. És un plat comú a la regió de l'Egeu, especialment d'Esmirna. Aquesta dolma es fa amb oli d'oliva i es menja fred com un meze. També hi ha una versió calenta, feta amb carn.